# Ведьмы Анаги

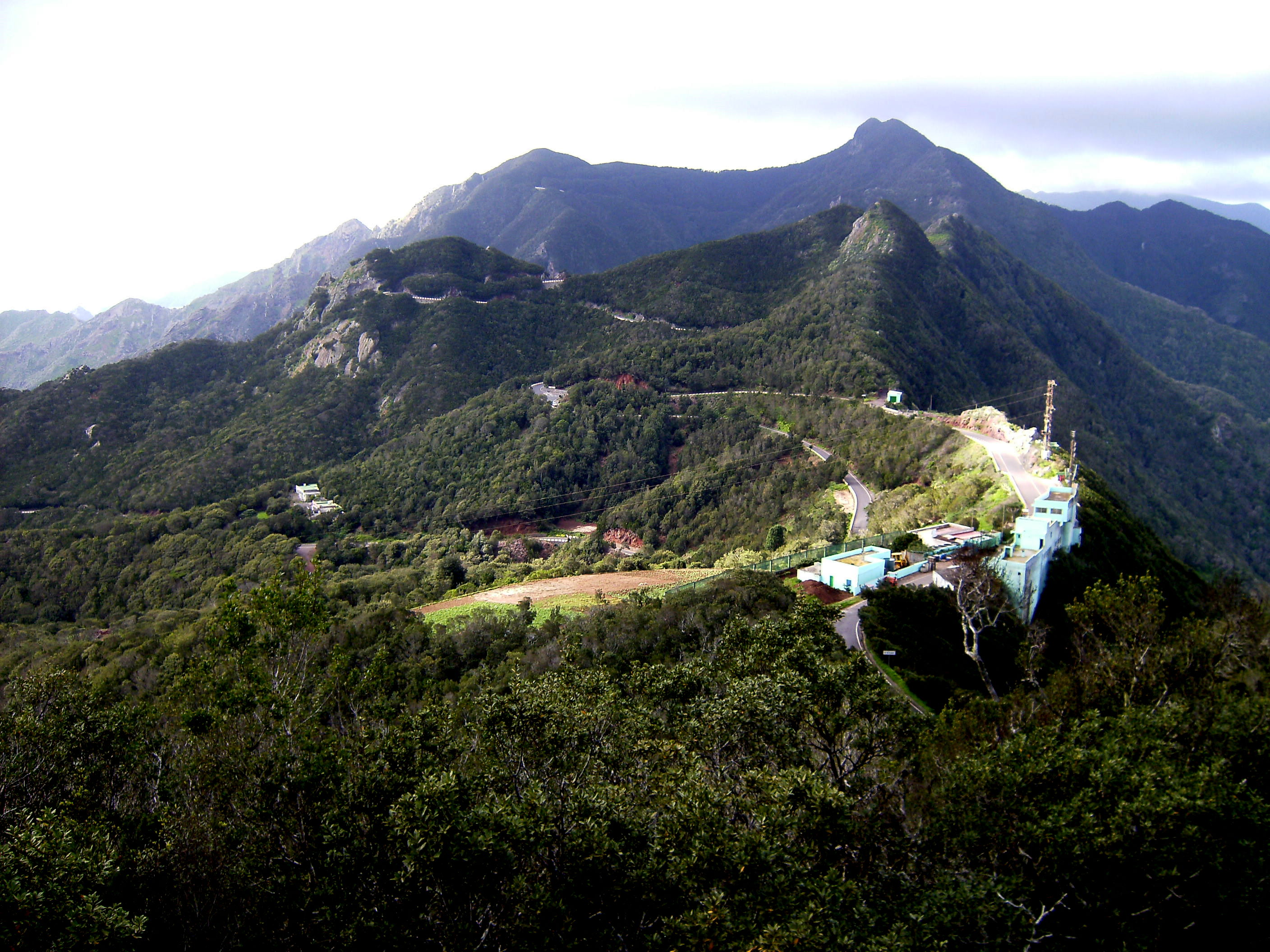
Район Эль Байладеро, Тенерифе, Канарские острова

Ведьмы Анаги (исп. Brujas del Bailadero de Anaga) — женщины, которые, согласно популярным канарским верованиям, устраивали шабаши в горах Анага на хребте между Сан-Андрес и Тагананой на северо-востоке острова Тенерифе (Канарские острова, Испания).

## История
В первоначальных мифах ведьмы Анаги были довольно безобидными, и их ритуалы включали в себя только танцы вокруг костров и купание обнажёнными ночью. Со временем влияние восточноевропейских историй привело к появлению мифа о канарских ведьмах, включившего в себя аспект кровососания, превратив их, таким образом, в ведьм-вампиров, которые высасывали кровь новорождённых, пока те дремали в своих колыбелях. Образ кровососущей ведьмы также распространён в мифологии других районов Испании (см. гуаха в Астурии и гуахона в Кантабрии).
Историк Доминго Гарсия Барбусано писал:

«…Из Эль-Байладеро, в дни ковена, начиная с двенадцати ночи, когда заканчивались эти собрания, собиралась большая толпа: ведьмы, одетые в чёрные одежды, их друзья и другие люди, которые хотели начать практиковать колдовство — все они образовали плотную толпу, которая медленно спускалась через скалистую вершину, чтобы посмотреть, смогут ли они найти кого-нибудь из путников, чтобы проклясть».

## Эль-Байладеро
Легенды связывают происхождения названия местности Эль-Байладеро («Танцор»), расположенной неподалёку от Сан-Андрес, с ведьмовскими ритуалами, проводимыми здесь. Другое толкование названия, по-видимому, происходит от слова гуанчей baladero, что также применимо к этому случаю, поскольку из источников, традиций и археологических находок известно, что аборигены гуанчи часто посещали этот район для своих обрядов с просьбами о дожде и плодородии, которые католическая церковь считала актом колдовства.
Луис Диего Куской говорит об Эль-Байладеро;

«В Эль-Байладеро собиралось всё пастушеское население полуострова Анага во время засухи для совершения обрядов умилостивления в ожидании дождя».
Несмотря на то, что Эль-Байладеро возле Сан-Андрес — самый известный район с таким названием, на самом деле этот Эль-Байладеро не единственный на острове, в топонимии Анаги мы можем найти и другие, такие как:
- Эль-Байладеро возле Пунта-де-Анага[исп.] (сейчас на нём находится местное кладбище).
- Эль-Байладеро возле Чинамады[исп.].
- Эль-Байладеро недалеко от Llano de las Brujas («Равнина ведьм»), в Ла-Орилья (Тегесте).

Кроме того, по всему массиву Анага есть много упоминаний о колдовских практиках, например, la Playa de las Brujas («Пляж ведьм»), названный так потому, что согласно традиции это было одно из мест, где ведьмы купались обнажёнными после своих ритуалов.